# Anne Victoire Metzler
Anne Victoire Metzler (eigentlicher Name Anne-Laure Metzler; * 9. Juli 1984 in Anderlecht) ist eine luxemburgische Schauspielerin.
Sie begann mit ihrer Ausbildung zur Schauspielerin im Jahr 1998 am Konservatorium der Stadt Luxemburg. Nach ihrem Abitur im Jahr 2003 zog sie nach Paris, um die europäische Schauspielschule Florent zu besuchen. Drei Jahre später bewarb sie sich an dem renommierten Conservatoire national supérieur d’art dramatique in Paris, wo sie unter den letzten 25 Schauspielerinnen von mehr als eintausend Bewerberinnen war. Nach dieser Erfahrung stand sie für viele internationale Film- und Fernsehproduktionen vor der Kamera. Parallel begann sie im Jahr 2007 ein psychoanalytisches Studium in Paris, welches sie in Berlin an der IPU abschloss.

## Leben
Anne Victoire Metzler ist die Tochter der belgischen Frauenärztin Annick Aerts und des luxemburgischen Internisten Roger Metzler. Sie verbrachte ihre Kindheit in Luxemburg und der deutschsprachigen Schweiz. Mit sieben Jahren stand sie mit dem Schultheater auf der Bühne und trat mit der Ballettschule Li Marteling im Nationaltheater von Luxemburg auf.
Nach der Grundschule in Strassen besuchte sie das Gymnasium Athénée von Luxemburg. Von 1999 bis 2003 besuchte sie die nationale Theaterschule im Conservatorium von Luxemburg unter der Leitung von Patrick Hastert und Michèle Clees. Am Florent wurde sie von Schauspieldozenten unterrichtet, wie beispielsweise Lesley Chatterley, Hauke Lanz, Mélissa Broutin, Jean-Pierre Garnier und Christophe Garcia. Im Jahr 2006 bekam sie ihr Schauspieldiplom in Englisch, Französisch und Deutsch.
Im Jahr 2004 spielte sie die Hauptrolle „Lena“ im deutschen Theaterstück „Das kalte Kind“ von Marius von Mayenburg, welches sowohl in Paris als auch an der Hochschule für Musik und Theater „Felix Mendelssohn Bartholdy“ in Leipzig aufgeführt wurde. Ein Jahr später erhielt sie die weibliche Hauptrolle in dem französischen Kurzfilm „Lu Lincou“ von Augustin Burger. Danach folgten mehrere Rollen in internationalen Film- und Fernsehproduktionen. Im Jahr 2009 stand sie als Elena in Tschechows „Onkel Wanja“ auf der Bühne im Rahmen des Art und Light Festivals in Luxemburg. Als Spielpartner hatte sie den bekannten französischen Schauspieler, Bruno Abraham-Kremer. Im Sommer 2011 spielte sie im Rahmen des Fundamental Monodrama Festivals in Luxemburg einen Monolog basierend auf dem Stück „Ich werde nicht sterben in meinem Bett“ von Christoph Nussbaumeder. Regie führte der deutsche Regisseur Hauke Lanz.
Seit Juli 2010 lebt sie fest in Berlin.
Sie ist Mitglied im Bundesverband der Film- und Fernsehschauspieler.
Seit Februar 2010 ist sie mit dem deutschen Film- und Fernsehschauspieler Martin Kiefer liiert. Sie leben zusammen in Berlin.

## Filmografie
- 2005: Ô pieds[3]
- 2007: Luftbusiness[4]
- 2007: The murder of the princess Diana[5]
- 2008: Tausend Ozeane[6]
- 2009: Quartier Lointain
- 2009: Trouble no more[7]
- 2009: Rabelais
- 2010: Avant l'aube
- 2010: Tabu – Es ist die Seele ein Fremdes auf Erden
- 2011: Les Adorés
- 2013: Avant L'hiver
- 2015: Rocket Man
- 2015: Roxy

## Theater
- 2004: Das kalte Kind
- 2005: Edmond
- 2006: Our countrys good
- 2006: D.cintrès[8]
- 2008: Et balancez mes cendres sur Mickey
- 2008: Onkel Wanja[2]
- 2009: Dom Juan et Le Libertinage
- 2011: You're Hands are still hot but you don´t know why[9]